# Norra kyrkogården, Örebro
Norra kyrkogården i Örebro ligger öster om järnvägen, norr om motorvägen E18/E20, väster om riksväg 50 och söder om Lillån, strax norr om Örebros centrum. 

## Historik
Begravningsplatsen invigdes 1900 och är Örebros största kyrkogård och omges av höga betongmurar. I mitten finns ett äldre kapell liksom det gamla krematoriet, som idag har ersatts av en större tegelbyggnad från 1975 (Örebro krematorium) strax utanför själva parkområdet. På Norra kyrkogården är, bland andra, Hjalmar Bergman och Torsten Ehrenmark begravda. Den äldsta bevarade graven tillhör nålmakare Jernberg, död 1901. 

## Galleri

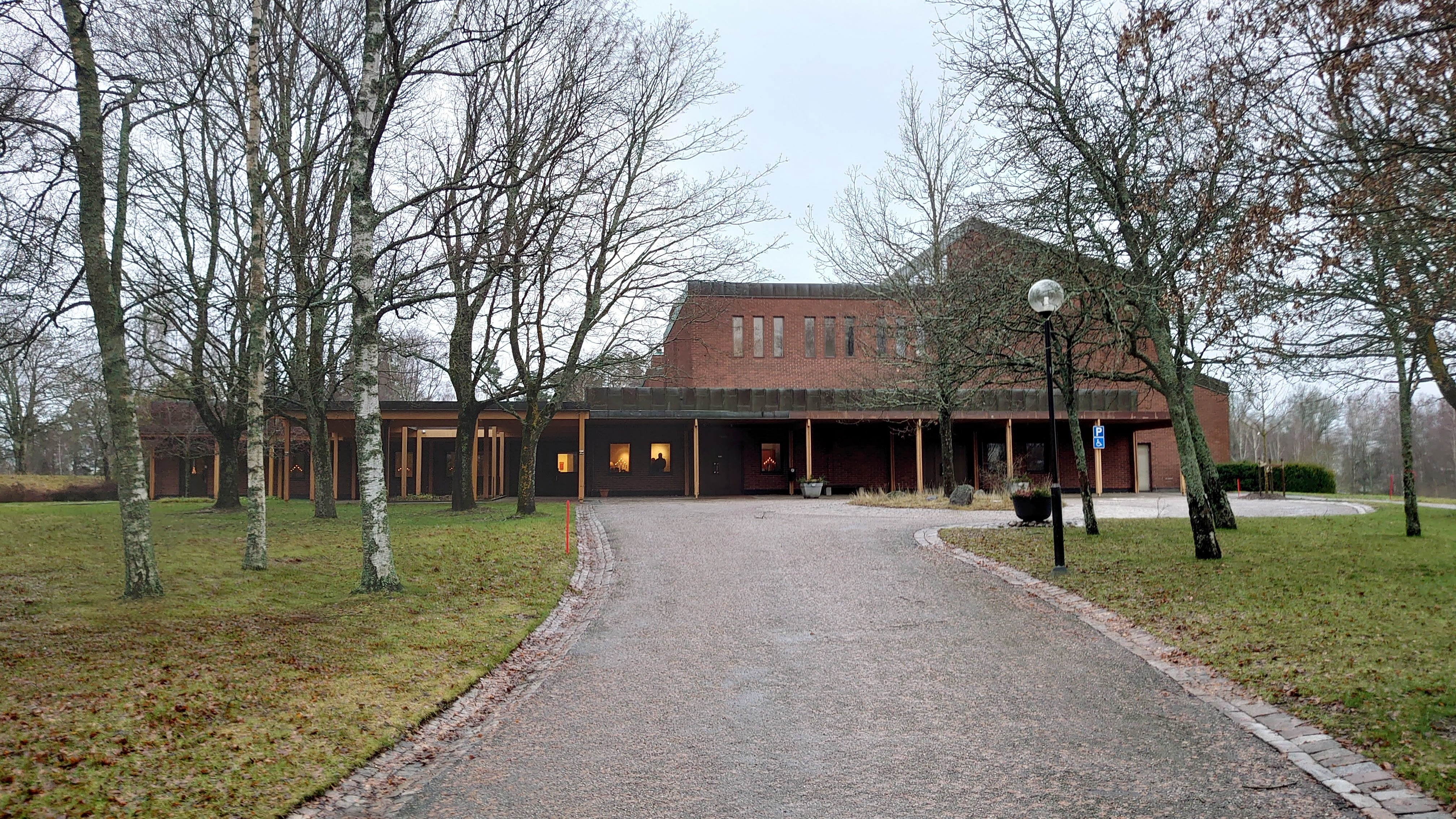
Befrielsens kapell
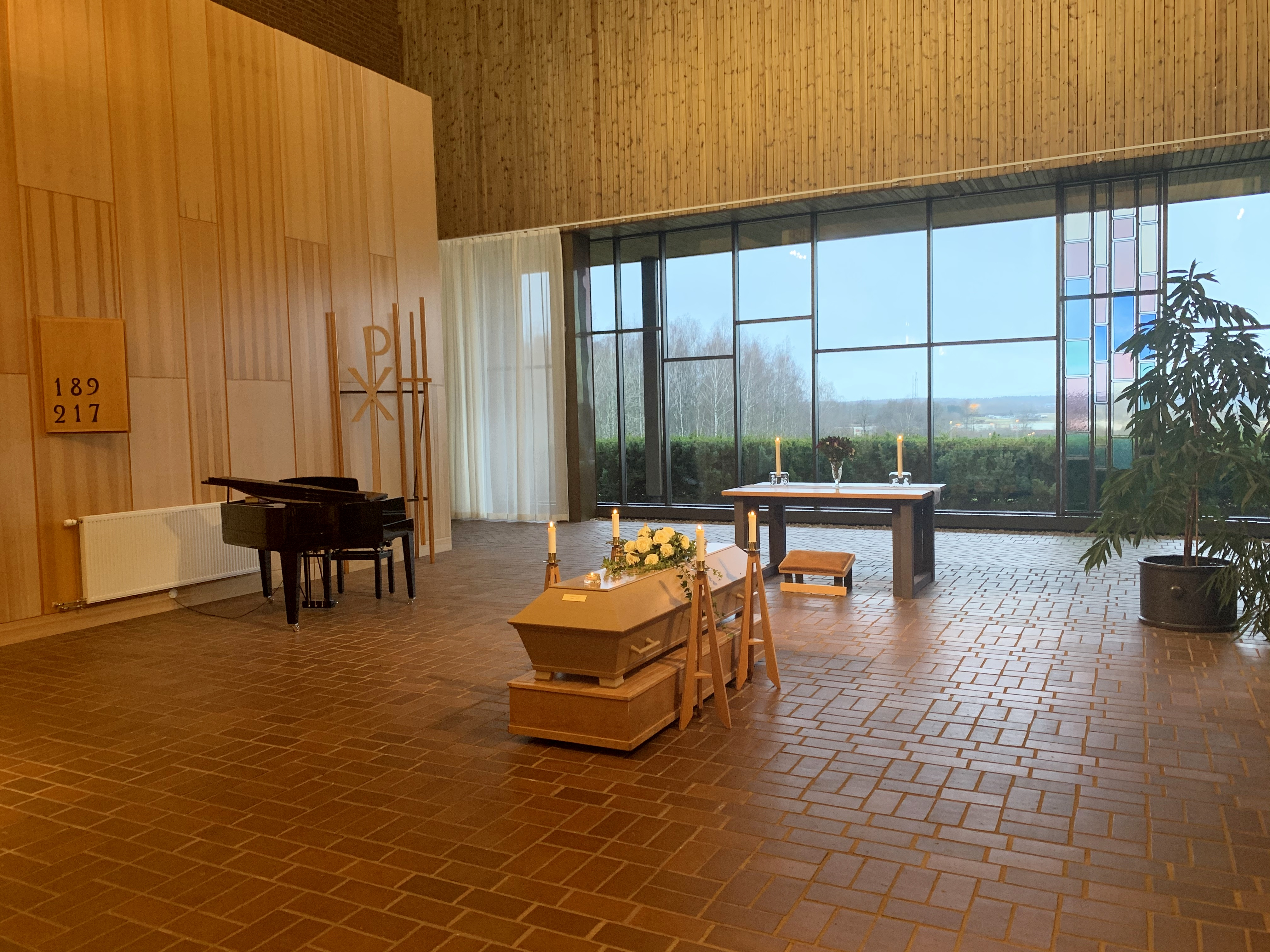
Befrielsens kapell med utsikt mot naturreservatet i Boglundsängen och Kilsbergen.
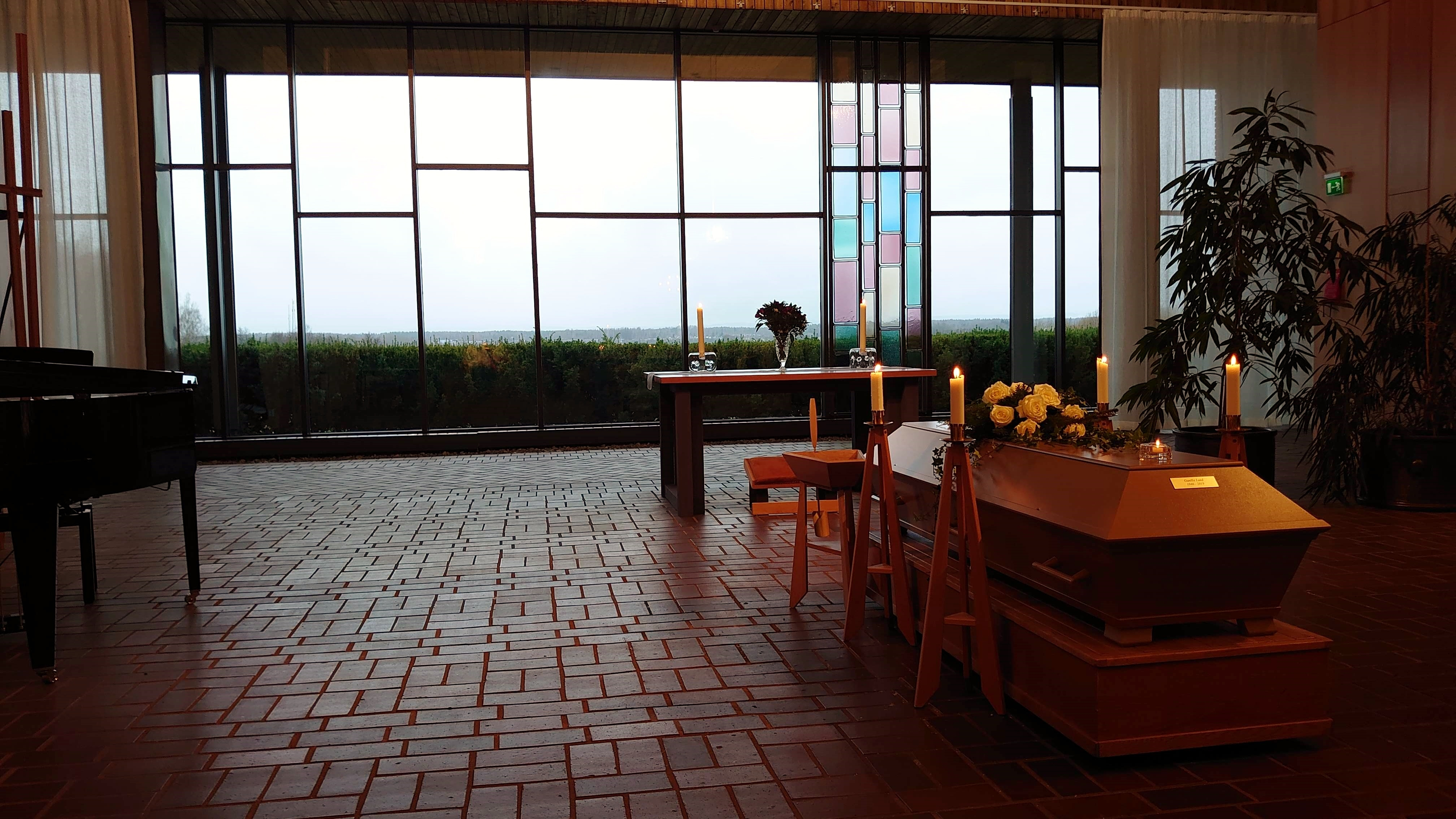
Befrielsens kapell med utsikt mot naturreservatet i Boglundsängen och Kilsbergen.